# Deschutes River (Oregon)
Il Deschutes River nell'Oregon centrale è il maggiore affluente del fiume Columbia. In questo fiume confluisce la maggior parte delle acque provenienti dal lato orientale della Catena delle Cascate in Oregon, radunando molti degli affluenti che scendono dal fianco orientale, più secco, delle montagne. Il Deschutes River rappresentò, per migliaia di anni, un'importante strada da e per il fiume Columbia per i Nativi Americani e poi nel XIX secolo per i pionieri della Pista dell'Oregon. Il fiume scorre per lo più attraverso campagne aspre e aride e la sua valle offre un cuore culturale per l'Oregon centrale. Oggi il fiume fornisce acqua per irrigazione ed è popolare in estate per escursioni naturali in acqua, rafting e pesca.
Il fiume scorre generalmente a nord del fiume Columbia, così come molti altri grandi affluenti dell'Oregon, tra cui il Willamette River e il John Day River.